# 17-й фронт (Япония)
Семнадцатый фронт (яп. 第17方面軍) — группировка сухопутных войск японской императорской армии, находившаяся в Корее в конце Второй мировой войны.

## История
22 января 1945 года императорской ставкой в Токио было принято решение о переформировании Корейской армии и приказом ставки от 6 февраля 1945 года Корейская армия была официально преобразована в 17-й фронт со штабом в городе Кэйдзё. 26 февраля 1945 года ставка отдала приказ о проведении мероприятий по обеспечению боевой готовности в метрополии, в соответствии с которым на территории Японии и Кореи предусматривалось увеличение численности войск и создание к сентябрю 1945 года новых армейских частей. Первый этап мобилизации начался в конце февраля 1945 года и прошёл успешно (в конце февраля в Корее сформировали две дивизии береговой обороны и две отдельные смешанные бригады; для руководства этими соединениями в ходе второго этапа мобилизации был создан штаб 58-й армии на острове Чеджудо), второй этап мобилизации закончился в начале апреля 1945 года. 23 мая 1945 года начался третий этап мобилизации, в ходе которого были сформированы дивизия береговой обороны и отдельная смешанная бригада. 
Как и в войсках обороны Японских островов, части, входившие во фронт, были укомплектованы слабо подготовленными резервистами, молодыми призывниками либо бойцами территориального ополчения, не имевшими нормального оружия и снаряжения.
9 августа 1945 года началось наступление советских войск в Маньчжурии. В это время 17-й фронт имел семь пехотных дивизий и две смешанные бригады, которые были сведены в 58-ю армию. Войска дислоцировались преимущественно на крайнем юге страны и на острове Чеджудо. С 6 утра 10 августа 1945 года 17-й фронт был оперативно подчинен главнокомандующему Квантунской армии. Одновременно в его состав была введена 34-я армия. После этого в составе 17-го фронта стало девять пехотных дивизий и пять пехотных бригад (общая численность войск 17-го фронта составила 150 тыс. человек).
Войска начали переброску на север, но до капитуляции Японии принять участие в боевых действиях (если не считать попыток отражения советских десантов в корейских портах) не успели. После капитуляции Японии находившиеся южнее 38-й параллели части японских войск в Корее были переданы под оперативное управление армии США для поддержания общественного порядка до прибытия достаточного количества союзных войск.

## Список командного состава

### Командующие
|   | Имя                               | С              | По              |
| - | --------------------------------- | -------------- | --------------- |
| 1 | Генерал-лейтенант Сэйсиро Итагаки | 1 февраля 1945 | 20 апреля 1945  |
| 2 | Генерал-лейтенант Ёсио Кодзуки    | 20 апреля 1945 | 15 августа 1945 |

### Начальники штаба
|   | Имя                               | С              | По              |
| - | --------------------------------- | -------------- | --------------- |
| 1 | Генерал-лейтенант Дзюнтаро Иихара | 1 февраля 1945 | 15 августа 1945 |